# Апідіма
Апідіма (грец. Σπήλαιο Απήδημα) — комплекс з чотирьох невеликих печер на західному березі півострова Мані у південній Греції. Археологічне дослідження печери виявило скам'янілості неандертальця і людини розумної епохи палеоліту. Викопні рештки H. sapiens на 2019 рік є найдавнішим відомим зразком сучасної людини за межами Африки, понад 150 тис. років старше попередніх знахідок в Європі.

## Опис
Печерний комплекс Апідіма — карстові печери, розташовані на західному березі півострова Мані У південній Греції. Утворені ерозією в середньому тріасі-пізньому еоцені. Комплекс складається з чотирьох невеликих печер, що позначають буквами «A», «B», «C» і «D».
На початок ХХІ сторіччя печери розташовані високо над ватерлінією на поверхні великої вапнякової морської скелі і доступні тільки на човні. Але під час льодовикового періоду, коли рівень моря був понад 100 метрів нижче, Апідіма, знаходилася високо над рівнем моря і була заселена ранніми людьми.

## Археологія
Науково-дослідницька програма в Апідімі розпочалася в 1978 році. Вона проводиться Національним археологічним музеєм Греції у співпраці з Лабораторією історичної геології-палеонтології Афінського університету, Інститутом геології і мінерального освоєння і Університетом Аристотеля в Салоніках.
З 1978 року Теодор Піціос разом зі своєю командою зібрали на цьому місці близько 20 тис. кісток, фрагментів кісток і зубів різної фауни. З них кілька кісток тварин з ймовірними слідами оброблення., а також дві скам'янілості H. sapiens, викопані з-під щільного шару брекчії на висоті 4 метри над рівнем моря.
В 1978 році дослідники виявили два примітних черепа в печері Апідіма «А». Вони отримали назви ΛΑΟ1/Σ1  (Апідіма 1) та ΛΑΟ1/Σ2  (Апідіма 2) . Кам'яні знаряддя були знайдені в усіх чотирьох печерах.
Дослідження, опубліковані в липні 2019 року, показали, що фрагмент черепа Апідіма 2 має морфологію неандертальця, і датується, з використанням уран-торієвого датування. віком понад 170 тис. років. Череп Апідіма 1 має суміш рис сучасної і примітивної людини, і був визнаний старішим, датований віком — з використанням того ж методу — понад 210 тис. років , що понад 150 тис. років старше, ніж попередні H. sapiens, знайдені в Європі. Це робить Апідіма 1 найдавнішим свідченням присутності Homo sapiens за межами Африки.
Провідний дослідник, Катерина Харваті, Підсумувала: «Наші результати показують, що на території сучасної південної Греції в середньому плейстоцені жили принаймні дві групи людей: популяція ранніх Homo sapiens, яка змінилася неандертальською». Харваті повідомила, що команда спробує витягти з викопних останків давню ДНК, але вона не дуже сподівається на успіх. Крім того, може бути виконаний палеопротеомний аналіз древніх білков, якщо вдасться отримати достатню кількість зразків.
Французький антрополог М.-А. де Люмле описує черепа з Апідіми як перехідні між Homo erectus і неандертальцями.